# Loranca del Campo
Loranca del Campo es una localidad española de la comunidad autónoma de Castilla-La Mancha, situada en la provincia de Cuenca. Pertenece al municipio de Campos del Paraíso.

## Geografía
Loranca del Campo se sitúa en la comarca de La Alcarria y limita con las localidades de Carrascosa del Campo, Olmedilla del Campo, Valparaíso de Arriba, Valparaíso de Abajo, con los que forma el municipio de Campos del Paraíso desde 1971. Se encuentra situada a una altitud de 936 m sobre el nivel del mar.

## Historia
Hacia mediados del siglo XIX, el lugar, por entonces con ayuntamiento propio, tenía contabilizada una población de 516 habitantes. La localidad aparece descrita en el décimo volumen del Diccionario geográfico-estadístico-histórico de España y sus posesiones de Ultramar de Pascual Madoz de la siguiente manera:

LORANCA DEL CAMPO: v. con ayunt. en la prov. y dióc. de Cuenca (9 leg.), part. jud. de Huete (1) aud. terr. de Albacete (23), y c. g. de Castilla la Nueva (Madrid 16). sit. en terr. elevado y dominando una pequeña vega, combatida por los vientos de N. y S., con clima templado y sano. Tiene 130 casas de mediana construccion y algunas de dos pisos inclusa la de ayunt. y cárcel; las calles son regulares y sin empedrar: hay una escuela de primeras letras dotada con 800 rs. á la que concurren 30 niños; la igl. parr. es de buena arquitectura y con bonitos altares: su advocacion San Pedro Advincula, servida por un cura de entrada y un sacristan; en un cerrito fuera de la pobl. está la ermita de Ntra. Sra. del Socorro; para surtido del vecindario se hallan buenas fuentes por todo el térm., el cual confina por N. con el de Huete; por E. Langa; por S. Olmedilla y Carrascosa del Campo, y por O. Alcázar y Vellisca; á la parte O. se hallan los desp. del Villar y Navahermosa: su terreno es en la mayor parte llano y bastante productivo especialmente en años lluviosos, le baña por el S. un pequeño arroyo que suele secarse en verano; los caminos son locales y su estado es regular: la correspondencia se recibe de la adm. de Cuenca y Tarancon de la estafeta de Huete. prod.: trigo, cebada, avena y algun azafran; se cria ganado lanar, y caza de liebres, conejos y perdices. ind. la agrícola; y comercio la esportacion de cereales é importacion de arroz, bacalao y aceite. pobl. 130 vec., 517 alm. cap. prod. 1.631,120 rs. imp. 81,556; el presupuesto municipal asciende á 3,448 rs. y se cubre con los prod. de taberna, alcabala y otros arbitrios.
(Madoz, 1847, p. 374)

## Demografía
| Gráfica de evolución demográfica de Loranca del Campo entre 1842 y 1970 |
| |
| Población de derecho según los censos de población del INE Población de hecho según los censos de población del INEEntre el censo de 1981 y el anterior, este municipio desaparece porque se integra en el municipio Campos del Paraíso |

## Economía
La principal actividad económica de esta localidad es la agricultura.

## Administración
El Ayuntamiento Constituyente de Campos del Paraíso reside en la localidad de Carrascosa del Campo. Actualmente, hay 7 ediles que representan los partidos políticos de la villa, 4 para el Partido Popular y 3 para el Partido Socialista Obrero Español.
| Periodo   | Nombre                     | Partido |
| --------- | -------------------------- | ------- |
| 1979-1983 | José Andrés Medina Bonilla | UCD     |
| 1983-1987 | Reyes Casero Plaza         | PSOE    |
| 1987-1991 | Tomás Valenciano Horcajada | PP      |
| 1991-1995 | María García-Saavedra      | PP      |
| 1995-1999 | María García-Saavedra      | PP      |
| 1999-2003 | María García-Saavedra      | PP      |
| 2003-2007 | María García-Saavedra      | PP      |
| 2007-2011 | María García-Saavedra      | PP      |

## Patrimonio
- Ermita de Nuestra Señora del Socorro.[2] Data del siglo XVI. Dicha ermita es de una sola nave, cubierta con bóveda de cañón con lunetas teniendo en la cabecera bóveda de media naranja. La imagen representa a la Virgen María con los brazos en posición de suplica o acogimiento.

## Fiestas
- En junio se celebran las fiestas patronales en honor a San Pedro.
- En torno al 15 de agosto se celebran las fiestas patronales en honor a Nuestra Señora del Socorro.